# Temporada 2002 del fútbol colombiano
La Temporada 2002 del fútbol colombiano abarcó todas las actividades relativas a campeonatos de fútbol profesional, nacionales e internacionales, disputados por clubes colombianos, y por las selecciones nacionales de este país, en sus diversas categorías.

## Torneos locales

### Categoría Primera A

#### Apertura
- Final

| Fecha                                                        | Ciudad   | Equipo local      | Resultado | Equipo visitante  |
| ------------------------------------------------------------ | -------- | ----------------- | --------- | ----------------- |
| 16 de junio                                                  | Cali     | América de Cali   | 2 - 1     | Atlético Nacional |
| 19 de junio                                                  | Medellín | Atlético Nacional | 0 - 1     | América de Cali   |
| América de Cali es el campeón con el marcador global de 3-1. |          |                   |           |                   |

|                                     |
| Bandera de Colombia                 |
| Campeón América de Cali 12.º título |

#### Finalización
- Final

| Fecha                                                               | Ciudad   | Equipo local           | Resultado | Equipo visitante       |
| ------------------------------------------------------------------- | -------- | ---------------------- | --------- | ---------------------- |
| 18 de diciembre                                                     | Medellín | Independiente Medellín | 2 - 0     | Deportivo Pasto        |
| 22 de diciembre                                                     | Pasto    | Deportivo Pasto        | 1 - 1     | Independiente Medellín |
| Independiente Medellín es el campeón con el marcador global de 3-1. |          |                        |           |                        |

|                                            |
| Bandera de Colombia                        |
| Campeón Independiente Medellín 3.er título |

#### Tabla de reclasificación
En la tabla de reclasificación se lleva a cabo la sumatoria de puntos de los clubes en todos los partidos del campeonato de primera división —el Apertura y el Finalización (incluyendo fases finales)—. En la misma se expresan los equipos clasificados de Colombia a los torneos internacionales de Conmebol para el siguiente año. Vale la pena anotar que para este momento aún no existía la Copa Sudamericana. Los cupos a torneos internacionales se distribuyeron de la siguiente manera:
- Copa Libertadores: Colombia 1 correspondió al campeón del Torneo Apertura, Colombia 2 al campeón del Torneo Finalización, ambos iniciando su participación desde la fase de grupos. Por su parte, Colombia 3 correspondió al mejor equipo de la Reclasificación, iniciando su participación desde la primera fase.
- Copa Sudamericana: Con la creación de este nuevo torneo en el transcurso del año, se definió que el campeón y subcampeón del Torneo Apertura representarán a Colombia en la Copa Sudamericana 2002. Para los cupos de la Copa Sudamericana 2003 fueron entregados al mejor y segundo mejor equipo de la Reclasificación que no estuvieran clasificados a la Copa Libertadores 2003.

| Pos. | Equipos                    | Pts. | PJ | PG | PE | PP | GF  | GC | Dif |
| ---- | -------------------------- | ---- | -- | -- | -- | -- | --- | -- | --- |
| 1.   | Deportivo Cali             | 104  | 56 | 30 | 14 | 16 | 101 | 57 | 44  |
| 2.   | América de Cali (A)        | 95   | 58 | 27 | 14 | 17 | 63  | 58 | 5   |
| 3.   | Atlético Nacional          | 91   | 58 | 24 | 19 | 15 | 68  | 49 | 19  |
| 4.   | Deportivo Pasto            | 83   | 58 | 23 | 14 | 21 | 73  | 81 | -8  |
| 5.   | Unión Magdalena            | 82   | 56 | 23 | 13 | 20 | 70  | 70 | 0   |
| 6.   | Santa Fe                   | 81   | 50 | 21 | 18 | 11 | 70  | 48 | 22  |
| 7.   | Atlético Bucaramanga       | 75   | 56 | 20 | 15 | 21 | 67  | 69 | -2  |
| 8.   | Independiente Medellín (F) | 71   | 52 | 17 | 20 | 15 | 61  | 53 | 8   |
| 9.   | Once Caldas                | 64   | 44 | 16 | 16 | 12 | 59  | 46 | 13  |
| 10.  | Envigado F. C.             | 59   | 50 | 15 | 14 | 21 | 43  | 49 | -6  |
| 11.  | Deportivo Pereira          | 58   | 44 | 15 | 13 | 16 | 47  | 50 | -3  |
| 12.  | Deportes Quindío           | 58   | 44 | 15 | 13 | 16 | 42  | 53 | -11 |
| 13.  | Deportes Tolima            | 56   | 50 | 12 | 20 | 18 | 53  | 64 | -11 |
| 14.  | Cortuluá                   | 49   | 44 | 13 | 10 | 21 | 37  | 52 | -15 |
| 15.  | Junior                     | 47   | 44 | 11 | 14 | 19 | 46  | 58 | -12 |
| 16.  | Atlético Huila             | 47   | 44 | 11 | 14 | 19 | 42  | 61 | -19 |
| 17.  | Millonarios                | 46   | 44 | 11 | 13 | 20 | 42  | 52 | -10 |
| 18.  | Real Cartagena             | 45   | 44 | 11 | 12 | 21 | 37  | 55 | -18 |

Fuente: Web oficial de Dimayor
|  | Club clasificado a la Copa Libertadores 2003  |
|  | Club clasificado a la Copa Sudamericana 2003. |

| (A) | Campeón del Torneo Apertura 2002.     |
| (F) | Campeón del Torneo Finalización 2002. |

##### Representantes en competición internacional
| Clasificado como | Copa Libertadores 2003 | Copa Sudamericana 2002 | Copa Sudamericana 2003 |
| ---------------- | ---------------------- | ---------------------- | ---------------------- |
| Colombia 1       | América de Cali        | América de Cali        | Atlético Nacional      |
| Colombia 2       | Independiente Medellín | Atlético Nacional      | Deportivo Pasto        |
| Colombia 3       | Deportivo Cali         |                        |                        |

#### Tabla del descenso
Los ascensos y descensos en el fútbol colombiano se definen por la Tabla de descenso, la cual promedia las campañas 2000, 2001, 2002-I y 2002-II. Los puntos de la tabla se obtienen de la división del puntaje total entre partidos jugados. El último en dicha tabla descenderá a la Categoría Primera B dándole el ascenso directo al campeón de la segunda categoría.
En la Tabla de descenso no cuentan los partidos por cuadrangulares semifinales ni final del campeonato. Únicamente los de la fase todos contra todos.
| Pos. | Equipos                | PJ  | Pts. | Prom. |
| ---- | ---------------------- | --- | ---- | ----- |
| 1.   | América de Cali        | 132 | 221  | 1.674 |
| 2.   | Deportivo Cali         | 132 | 221  | 1.674 |
| 3.   | Santa Fe               | 132 | 207  | 1.568 |
| 4.   | Once Caldas            | 132 | 205  | 1.553 |
| 5.   | Atlético Nacional      | 132 | 193  | 1.462 |
| 6.   | Deportes Tolima        | 132 | 188  | 1.424 |
| 7.   | Millonarios            | 132 | 180  | 1.364 |
| 8.   | Deportivo Pasto        | 132 | 176  | 1.333 |
| 9.   | Junior                 | 132 | 173  | 1.311 |
| 10.  | Independiente Medellín | 132 | 172  | 1.303 |
| 11.  | Envigado F. C.         | 132 | 170  | 1.288 |
| 12.  | Cortuluá               | 132 | 165  | 1.25  |
| 13.  | Deportivo Pereira      | 132 | 159  | 1.205 |
| 14.  | Unión Magdalena        | 132 | 154  | 1.167 |
| 15.  | Atlético Bucaramanga   | 132 | 154  | 1.167 |
| 16.  | Deportes Quindío       | 132 | 153  | 1.159 |
| 17.  | Atlético Huila         | 132 | 142  | 1.076 |
| 18.  | Real Cartagena (D)     | 132 | 142  | 1.076 |

Fuente: Web oficial de Dimayor
| (D) | Descenso a la Categoría Primera B para la temporada 2003. |

##### Cambios de categoría al final de temporada
|  | Real Cartagena |

|  | Centauros Villavicencio |

### Categoría Primera B
|                                             |
| Bandera de Colombia                         |
| Campeón Centauros Villavicencio 1.er título |

#### Torneo Nacional de Reservas
|                                         |
| Bandera de Colombia                     |
| Campeón Deportes Tolima "B" 1.er título |

### Torneos de carácter aficionado

#### Categoría Primera C
|                                  |
| Bandera de Colombia              |
| Campeón Expreso Rojo 1.er título |

## Torneos internacionales

### Copa Libertadores
| Equipo          | Fase final               | Pts. | PJ | PG | PE | PP | GF | GC | Dif. | Rend.   |
| --------------- | ------------------------ | ---- | -- | -- | -- | -- | -- | -- | ---- | ------- |
| América de Cali | Octavos de final         | 12   | 8  | 3  | 3  | 2  | 10 | 4  | 6    | 50 %    |
| Once Caldas     | Fase de grupos (Grupo 8) | 9    | 6  | 3  | 0  | 3  | 10 | 11 | -1   | 50 %    |
| Cortuluá        | Fase de grupos (Grupo 7) | 3    | 6  | 1  | 0  | 5  | 9  | 16 | -7   | 33,33 % |

### Copa Sudamericana
| Equipo            | Fase final   | Pts. | PJ | PG | PE | PP | GF | GC | Dif. | Rend.   |
| ----------------- | ------------ | ---- | -- | -- | -- | -- | -- | -- | ---- | ------- |
| Atlético Nacional | Subcampeón   | 13   | 8  | 4  | 1  | 3  | 8  | 10 | -2   | 54,17 % |
| América de Cali   | Primera fase | 0    | 2  | 0  | 0  | 2  | 1  | 3  | -2   | 0 %     |

## Selección nacional masculina

### Mayores
| Fecha           | Lugar                                                   | Rival      | Marcador | Competencia            | Goles de Colombia               |
| --------------- | ------------------------------------------------------- | ---------- | -------- | ---------------------- | ------------------------------- |
| 7 de mayo       | Estadio Olímpico de la UCV Caracas, Venezuela           | Venezuela  | 0 : 0    | Amistoso internacional | Sin goles                       |
| 9 de mayo       | Estadio Ricardo Saprissa · San José, Costa Rica         | Costa Rica | 1 : 2    | Amistoso internacional | 39' (pen.), 42' Rafael Castillo |
| 12 de mayo      | Estadio Azteca · Ciudad de México, México               | México     | 2 : 1    | Amistoso internacional | 66' Óscar Restrepo              |
| 20 de noviembre | Estadio Olímpico Metropolitano San Pedro Sula, Honduras | Honduras   | 0 : 1    | Amistoso internacional | Sin goles                       |